# Avenue Gourgaud
L'avenue Gourgaud est une voie du 17e arrondissement de Paris, en France.

## Situation et accès
L'avenue Gourgaud est une voie publique située dans le 17e arrondissement de Paris. Elle débute au 6, place du Maréchal-Juin et se termine au 23, rue Eugène-Flachat.

## Origine du nom
Elle porte le nom du général et homme politique français Gaspard Gourgaud (1783-1852).

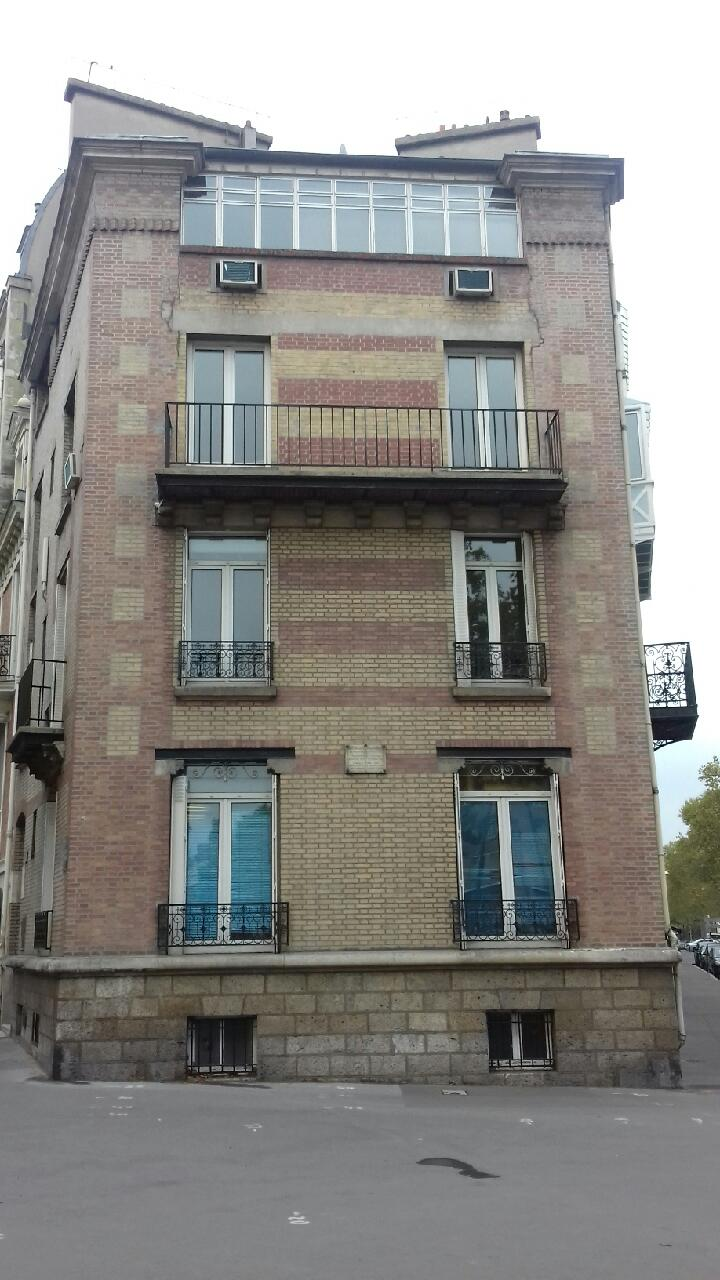
Immeuble sis au 21, avenue Gourgaud (Paris 17e), où habita l'illustrateur Maurice Leloir (septembre 2018).

## Historique
Le terrain est acquis par la Ville de Paris en vertu d'un jugement du 13 juin 1863, qui charge les entrepreneurs Pereire et Deguingand d'ouvrir cette voie qui prend son nom actuel en 1869. 

## Bâtiments remarquables et lieux de mémoire
- No 16 : ensemble scolaire privé catholique Sainte-Ursule, lié à l'ordre de Sainte-Ursule. L'établissement compte 277 élèves en 1933, contre 1 600 en 2013. Site historique, situé dans le même pâté de maisons, le 102 boulevard Pereire accueille l'école et le collège. En 1943 est acquis le 16 avenue Gourgaud et en 1968 le 25 rue Daubigny (aussi dans le 17e arrondissement), jusque là propriété du cours Louise-de-Bettignies, et qui est depuis le site du lycée. Les bâtiments d'origine ont laissé place à des édifices modernes. À l'origine destiné aux filles, Sainte-Ursule devient mixte dans les années 1990[1],[2].
- Au no 21 se trouve la demeure de l'illustrateur Maurice Leloir.